# جيم ميتكالف
جيم ميتكالف (بالإنجليزية: Jim Metcalfe)‏ (10 ديسمبر 1898 في المملكة المتحدة - 20 فبراير 1975 ببرستون في المملكة المتحدة) هو لاعب كرة قدم بريطاني (وحمل سابقاً جنسية المملكة المتحدة لبريطانيا العظمى وأيرلندا) في مركز نصف الجناح. لعب مع بريستون نورث إيند ونادي نيلسون ونادي ساوث شيلدز ‏ وSouthwick F.C. ‏.